# Паккадінг

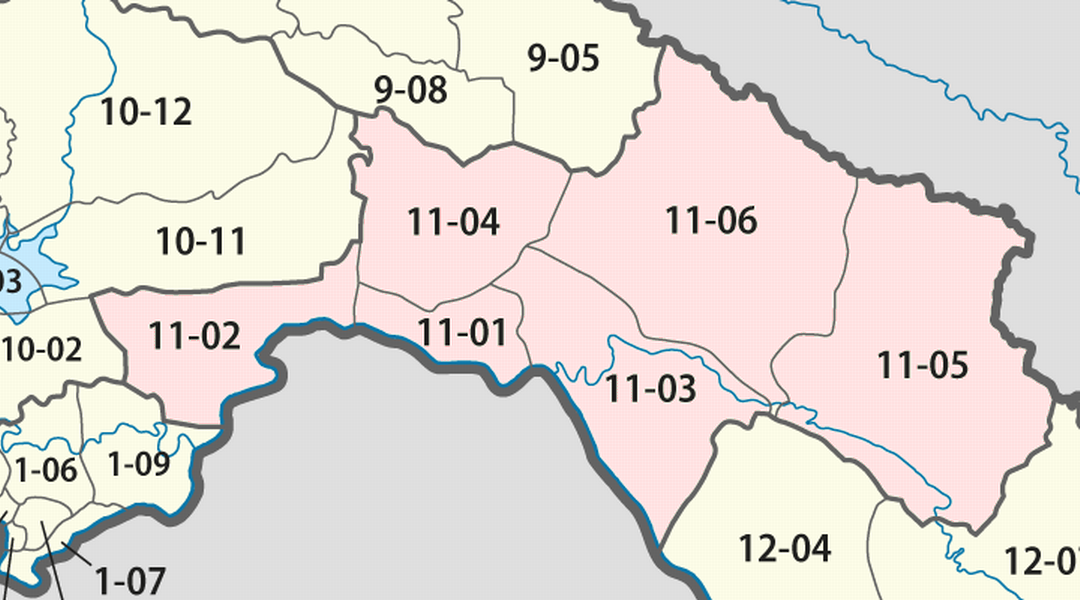
Число 11-03

Паккадінг — один з районів (лаос. ເມືອງ муанг) провінції Болікхамсай, Лаос. Тут знаходиться заповідник Намкадінг, площею 1690 км².
Назва означає «Вуста ріки Намкадінг».